# Крістіан Альфонсо Лопес
Крістіан Альфонсо Лопес (ісп. Christian Alfonso López, нар. 2 травня 1989, Барселона) — іспанський футболіст, півзахисник клубу «Оспіталет».

## Ігрова кар'єра
У дорослому футболі дебютував 2008 року виступами у третьому іспанському дивізіоні за команду «Оспіталет», в якій провів три сезони. 
2011 року перейшов до «Еспаньйола», в системі якого виступав здебільшого за «Еспаньйол Б». За головну команду барселонського клубу протягом двох років взяв участь у 18 іграх елітної Ла-Ліги. Згодом протягом 2013–2015 років грав у Сегунді на правах оренди спочатку за «Алькоркон», а згодом за «Жирону».
2015 року повернувся до третьолігового «Оспіталету», а згодом перейшов до «Льєйди». 2018 року продовжив виступи за «Оспіталет».